# ميتشل يونغ
ميتشل يونغ (بالإنجليزية: Mitchell Young)‏ مواليد 6 أغسطس 1990 في نيوساوث ويلز، هو لاعب كرة سلة أسترالي. بدأ مسيرته الاحترافية في سنة 2013. يلعب مع بريزبن بولتز في الدوري الأسترالي لكرة السلة. يحمل الرقم 3. يبلغ طوله 6 قدم 9 بوصة (2.1 م).

## المسيرة الاحترافية
لعب مع كيرنز تيبانز في الدوري الأسترالي من سنة 2013 إلى 2015، ثم لعب مع تاونسفيل كروكودايلز في موسم 2015–2016، ثم لعب مع بريزبن بولتز في الدوري الأسترالي في سنة 2016.

## روابط خارجية
- ميتشل يونغ على موقع الاتحاد الدولي لكرة السلة (الإنجليزية)
- ميتشل يونغ على موقع كرة السلة الأوروبية.كوم (الإنجليزية)
- ميتشل يونغ على موقع كلية كرة السلة في سبورتس رفرنس.كوم (الإنجليزية)
- ميتشل يونغ على موقع ريلجم (الإنجليزية)
- ميتشل يونغ على موقع بروبوليرز (الإنجليزية)
- ميتشل يونغ على موقع سبورتس رفرنس (الإنجليزية)